# 希達爾戈 (伊利諾伊州)
希達爾戈（英語：Hidalgo）是位於美國伊利諾伊州傑斯帕縣的一個村落。

## 地理
希達爾戈的座標為39°09′24″N 88°09′03″W / 39.15667°N 88.15083°W，而該地最高點為海拔高度177米（即581英尺）。

## 人口
根據2010年美國人口普查的數據，希達爾戈的面積為0.89平方千米，當中陸地面積為0.89平方千米，而水域面積為0.00平方千米。當地共有人口106人，而人口密度為每平方千米119人。